# Rubén Navarro Méndez
Rubén Méndez (Sallent de Llobregat, Barcelona, España, 6 de junio de 1978) es un exfutbolista español. Jugaba de delantero y el último club donde jugó fue el Club Deportivo Leganés.

## Trayectoria
Se formó en las categorías del equipo de su municipio natal, el Centre d'Esports Sallent. Allí jugó desde alevines hasta cadetes. Con la edad de cadete Javier Subirats lo fichó para el Valencia CF. Jugó en las categorías inferiores del Valencia CF hasta mediados de la temporada 1996-97. Esa temporada, el 15 de junio de 1997, debutó en la Primera División de la liga española de fútbol con el primer equipo, en un partido frente al Real Oviedo y que ganó el Valencia CF por 2:1. En 1999 se proclamó con el Valencia CF campeón de la Copa del Rey.
En 1999 fichó por el Numancia, equipo en el que jugó dos temporadas. En 2001 fichó por el Deportivo Alavés, en donde consiguió un ascenso y dos descensos. En la temporada 2007-08, tras irse el expresidente Dimitriv Piterman, se desvinculó del Deportivo Alavés y fichó por el Hércules CF, de la Segunda División. Realizó dos grandes temporadas en el conjunto alicantino, marcando buenos goles. Tras finalizar la temporada 2008-09 fue contratado por el Club Gimnàstic de Tarragona de la misma categoría. Se le acabó el contrato el 30 de junio de 2011. Después fichó por el CD Leganés club en el que colgó las botas finalizada la temporada.
Debutó con la selección de fútbol de Cataluña el 22 de diciembre de 2000. Fue en un partido contra Lituania en el Camp Nou (5-0).

## Clubes
| Club                             | País   | Año       |
| -------------------------------- | ------ | --------- |
| Valencia Club de Fútbol Mestalla | España | 1996-1997 |
| Valencia Club de Fútbol          | España | 1997-1999 |
| Club Deportivo Numancia de Soria | España | 1999-2001 |
| Deportivo Alavés                 | España | 2001-2007 |
| Hércules Club de Fútbol          | España | 2007-2009 |
| Club Gimnàstic de Tarragona      | España | 2009-2011 |
| Club Deportivo Leganés           | España | 2011-2012 |

## Palmarés

### Campeonatos nacionales
| Título       | Club                    | País   | Año  |
| ------------ | ----------------------- | ------ | ---- |
| Copa del Rey | Valencia Club de Fútbol | España | 1999 |